# Sony Xperia Z5
Il Sony Xperia Z5 (nome in codice "Sumire") è uno smartphone Android prodotto da Sony. Fa parte della serie Sony Xperia Z, è stato presentato insieme al Xperia Z5 Compact ed all'Xperia Z5 Premium nel corso di una conferenza stampa a IFA 2015 il 2 settembre 2015. Il dispositivo è stato messo in commercio a livello globale nel mese di ottobre e negli Stati Uniti nel mese di febbraio 2016. È il successore del Sony Xperia Z3+.
Simile al suo predecessore, il dispositivo è a prova di acqua e polvere con un grado di protezione IP 65 e 68. È il primo dispositivo di Sony ad avere un sensore di impronte digitali. Il dispositivo è dotato di una fotocamera da 23 Megapixel con una messa a fuoco ibrida automatica di soli 0.03 secondi che utilizza il rilevamento della fase, in modo simile all'Xperia M5.
Nel mese di febbraio 2016 era stato confermato dal Sony Mobile senior product marketing manager Jun Makino che il Sony Xperia Z5 sarebbe stato l'ultimo smartphone della serie Sony Xperia Z, e che i dispositivi futuri avrebbero fatto parte della serie Sony Xperia X. Tuttavia questa voce è stata respinta dal "Sony's Head of Marketing" Don Mesa, che ha chiarito che la Serie X non sostituirà la serie Z.

## Specifiche

### Hardware
A differenza dei suoi predecessori, il corpo dell'Xperia Z5 è costituito da un telaio in alluminio con un supporto di vetro smerigliato per ridurre le impronte digitali che appaiono sul retro del telefono. Il dispositivo possiede un grado di protezione IP65 e IP68, che lo rende resistente alla polvere e all'acqua. Il dispositivo è dotato di un display da 5.15 pollici (commercializzato come 5.2) 1080p con una densità di 424 dpi, con tecnologia Sony's "Triluminos". Il dispositivo disponde di un processore 64-bit 2.0 GHz octa-core Qualcomm Snapdragon 810 con 3 GB di RAM. Possiede 32 GB di memoria interna espandibile tramite microSD card fino a 200 GB. Il dispositivo include anche una batteria non rimovibile da 2900 mAh.
La fotocamera posteriore dell'Xperia Z5 è di 23 megapixel con dimensione del sensore di 1/2,3 pollici e un'apertura di f/2.0, dotato del più recente sensore Sony Exmor RS, invece delle fotocamera da 20.7 megapixel usata in tutti i suoi predecessori dall'Xperia Z1. Come nell'Xperia M5, il dispositivo dispone anche di un autofocus ibrido che utilizza il rilevamento di fase in grado di mettere a fuoco l'oggetto in 0.03 secondi.
Xperia Z5 dispone anche di un pulsante di accensione situato sul lato destro del dispositivo con un sistema di riconoscimento delle impronte digitali che può essere utilizzato per sbloccare il telefono.

### Software
Nell'Xperia Z5 è preinstallato Android 5.1 "Lollipop" con interfaccia e software personalizzato da Sony. Le applicazioni precaricate sullo Z5 permettono l'accesso a vari servizi Google, incluso Google Play, che può essere utilizzato per scaricare e acquistare applicazioni, musica, film, ed e-book.
L'aggiornamento ad Android 7.0 "Nougat" è disponibile per lo Z5 da inizio 2017.

## Data di uscita
Il 23 ottobre, 2015, la versione dual-SIM del dispositivo è stata ufficialmente messa in commercio in India. Mentre è stata messa in commercio in Canada e in Giappone il 29 ottobre 2015.